# Chadwickita
La chadwickita és un mineral de la classe dels òxids. Anomenada per Sir James Chadwick un físic anglès de la Universitat de Cambridge; va aconseguir el premi Nobel l'any 1925 pel seu descobriment del neutró.

## Característiques
La chadwickita és un òxid de fórmula química (UO₂)[HAsO₃]. Cristal·litza en el sistema tetragonal. La seva duresa a l'escala de Mohs és 2.
Segons la classificació de Nickel-Strunz, la chadwickita pertany a «04.JA - Arsenits, antimonits, bismutits; sense anions addicionals, sense H₂O» juntament amb els següents minerals: leiteïta, reinerita, karibibita, apuanita, schafarzikita, trippkeïta, versiliaïta, schneiderhöhnita, zimbabweïta, ludlockita, paulmooreïta, estibivanita i kusachiïta.

## Formació i jaciments
Ha estat descrita només a la mina Sophia, la seva localitat tipus, concretament en roques granítiques d'una escombrera de la mina.